# Kabul (Izrael)
Kabul (hebrejsky כָּבּוּל nebo כאבול,arabsky كابول, v oficiálním přepisu do angličtiny Kabul) je místní rada (malé město) v Izraeli, v Severním distriktu.

## Geografie
Leží v nadmořské výšce 77 metrů na rozhraní Izraelské pobřežní planiny a Dolní Galileji, poblíž Haifského zálivu. Jihovýchodně od města se terén zvedá směrem k hoře Har Kavul, ze které sem stéká vádí Nachal Kavul. Podél severovýchodního okraje obce pak protéká vádí Nachal Segev, do kterého zde ústí Nachal Ašlil.
Kabul se nachází cca 98 kilometrů severovýchodně od centra Tel Avivu a cca 22 kilometrů severovýchodně od centra Haify, v hustě osídleném pásu, přičemž osídlení v tomto regionu je etnicky smíšené. Vlastní Kabul je osídlen izraelskými Araby. Arabské je i sousední město Tamra a některá další sídla na severní, jižní i východní straně. Mezi nimi jsou ale rozptýleny menší židovské vesnice. Západně od Kabulu pak začíná oblast pobřežní Haifského zálivu s demografickou převahou židů (konurbace měst Krajot). Město je na dopravní síť napojeno pomocí severojižní osy dálnice číslo 70.

## Dějiny
Kabul navazuje na biblické židovské sídlo Kabúl připomínané v Knize Jozue 19,27 Jeho název prý vznikl od místního druhu půdy. Podle jiné teorie je odvozen od hebrejského slova gvul- hranice. Flavius Iosephus popisuje, že v dobách první židovské války v 1. století našeho letopočtu proti městu vyrazily římské legie. Našly ale město opuštěné, protože jeho obyvatelé uprchli. Později ve středověku byla lokalita osídlena muslimskými Araby. Francouzský cestovatel Victor Guérin koncem 19. století popisuje Kabul jako vesnici se 400 muslimskými obyvateli.
Kabul byl stejně jako celá oblast západní Galileje dobyt izraelskou armádou v rámci Operace Dekel během války za nezávislost v červenci roku 1948. Izraelští vojáci obec obsadili 15. července 1948. Většina místních obyvatel nebyla vysídlena a Kabul si tak ponechal svůj arabský ráz. Po roce 1948 ale cca 40 % obyvatel obce tvořili arabští obyvatelé okolních vesnic al-Damun, Mia'r, al-Birw a al-Ruways, které byly v průběhu války vysídleny. Roku 1976 byla vesnice Kabul povýšena na místní radu (malé město). V současnosti se už jen menšina obyvatelstva zabývá zemědělstvím, obzvláště v skleníkových plantážích na západním okraji obce. V Kabulu fungují dvě základní školy a dvě mešity.

## Demografie
Kabul je etnicky zcela arabské město. Podle údajů z roku 2005 tvořili Arabové 100 % a arabsky mluvící muslimové 99,8 % obyvatelstva. Jde o středně velké sídlo městského charakteru, třebaže zejména na okrajích obce je zástavba spíše vesnického typu. K 31. prosinci 2017 zde žilo 13 600 lidí.
| Rok            | 1922 | 1931 | 1945 | 1948 | 1955  | 1961  | 1972  | 1980  | 1983  | 1990  | 1993  | 1994  | 1995  | 1996  | 1997  | 1998  | 1999  | 2000  |
| -------------- | ---- | ---- | ---- | ---- | ----- | ----- | ----- | ----- | ----- | ----- | ----- | ----- | ----- | ----- | ----- | ----- | ----- | ----- |
| Počet obyvatel | 365  | 457  | 560  | 588  | 1 500 | 1 900 | 3 100 | 4 500 | 4 800 | 6 100 | 6 700 | 6 900 | 7 100 | 7 300 | 7 500 | 7 700 | 7 900 | 8 200 |

| Rok            | 2001  | 2002  | 2003  | 2004  | 2005  | 2006  | 2007  | 2008   | 2009   | 2010   | 2011   | 2012   | 2013   | 2014   | 2015   | 2016   | 2017   |
| -------------- | ----- | ----- | ----- | ----- | ----- | ----- | ----- | ------ | ------ | ------ | ------ | ------ | ------ | ------ | ------ | ------ | ------ |
| Počet obyvatel | 8 400 | 8 700 | 8 900 | 9 200 | 9 400 | 9 600 | 9 800 | 10 048 | 12 148 | 12 400 | 12 500 | 12 600 | 12 800 | 13 000 | 13 200 | 13 400 | 13 600 |